# Associação Brasileira das Empresas do Mercado Erótico e Sensual
Associação Brasileira das Empresas do Mercado Erótico e Sensual (Abeme) é uma associação com sede em São Paulo criada por Evaldo Shiroma em 2002. Ela tem como objetivo dar voz e gerar dados sobre o mercado erótico no Brasil, aumentar o poder de negociação das empresas do setor e representá-las no exterior. A Abeme também se envolve com outras atividades, como palestras, como sobre sexualidade e prevenção a AIDS, e conferências. A associação é presidida por Paula Aguiar.